# Ampere (microarquitectura)
Ampere és el nom en clau d'una microarquitectura d'unitat de processament gràfic (GPU) desenvolupada per Nvidia com a successora de les arquitectures Volta i Turing, anunciades oficialment el 14 de maig de 2020. Porta el nom del matemàtic i físic francès André-Marie Ampère. Nvidia va anunciar la propera generació de GPU de consum de la sèrie GeForce 30 en un esdeveniment especial de GeForce l'1 de setembre de 2020. Nvidia va anunciar la GPU A100 de 80 GB a SC20 el 16 de novembre de 2020. Les targetes gràfiques RTX mòbils i la RTX 3060 es van revelar el 12 de gener de 2021. Nvidia també va anunciar el successor d'Ampere, Hopper, a GTC 2022, i "Ampere Next Next" per al llançament de 2024 a la GPU Technology Conference 2021.
Les millores arquitectòniques de l'arquitectura Ampere inclouen les següents:
- CUDA Compute Capability 8.0 per a A100 i 8.6 per a la sèrie GeForce 30.[7]
- Procés FinFET de 7 nm de TSMC per a A100.
- Versió personalitzada de 8 nm de Samsung per a la sèrie GeForce 30.[8]
- Nuclis Tensor de tercera generació amb suport FP16, bfloat16, TensorFloat-32 (TF32) i FP64 i acceleració de dispersió.[9] Els nuclis Tensor individuals tenen 256 operacions FP16 FMA per segon 4x de potència de processament (només GA100, 2x a GA10x) en comparació amb les generacions anteriors de Tensor Core; el recompte de nuclis del tensor es redueix a un per SM.
- Nuclis de traçat de raigs de segona generació; traçat de raigs, ombrejat i càlcul simultània per a la sèrie GeForce 30.
- Memòria d'amplada de banda alta 2 (HBM2) en A100 de 40 GB i A100 de 80 GB.
- Memòria GDDR6X per a GeForce RTX 3090, RTX 3080 Ti, RTX 3080, RTX 3070 Ti.
- Doble nucli FP32 per SM a les GPU GA10x.
- NVLink 3.0 amb un rendiment de 50 Gbit/s per parell.[9]
- PCI Express 4.0 amb suport SR-IOV (SR-IOV només es reserva per a A100).
- Funció de virtualització de GPU multiinstància (MIG) i partició de GPU a l'A100 que admet fins a set instàncies.
- Conjunt de funcions PureVideo K descodificació de vídeo de maquinari amb descodificació de maquinari AV1[10] per a la sèrie GeForce 30 i conjunt de funcions J per a A100.
- 5 NVDEC per a A100.
- Afegeix una nova descodificació JPEG de 5 nuclis basada en maquinari (NVJPG) amb YUV420, YUV422, YUV444, YUV400, RGBA. No s'ha de confondre amb Nvidia NVJPEG (biblioteca accelerada per GPU per a la codificació/descodificació JPEG).